# Thailändische Badmintonmeisterschaft 1967
Die Thailändische Badmintonmeisterschaft 1967 fand in Bangkok statt. Es war die 16. Austragung der nationalen Meisterschaften von Thailand im Badminton.

## Titelträger
| Disziplin    | Sieger                               |
| ------------ | ------------------------------------ |
| Herreneinzel | Sangob Rattanusorn                   |
| Dameneinzel  | Thongkam Kingmanee                   |
| Herrendoppel | Chavalert Chumkum Sangob Rattanusorn |
| Damendoppel  | Sumol Chanklum Thongkam Kingmanee    |
| Mixed        | Chirasak Champakao Sumol Chanklum    |

## Referenzen
- Annual Handbook of the International Badminton Federation, London, 28. Auflage 1970, S. 297–298.
- badmintonthai.or.th (Memento vom 27. März 2009 im Internet Archive)